# Mikladalur
Mikladalur (danska: Mygledal) är en ort på Färöarna, belägen på ön Kalsoys östkust och administrativt tillhör Klaksvíks kommun. Mikladalur nämns första gången i Hundbrevet från 1300-talet Vid folkräkningen 2015 hade Mikladalur 29 invånare.
Stenkyrkan i Mikladalur byggdes 1856.
Tidigare anlade båt i reguljärtrafik vid byns hamn, men numera har Mikladalur tunnelförbindelser med Húsar i söder samt Trøllanes i norr. I Trøllanes finns även helikopterplatta.

## Befolkningsutveckling
| Befolkningsutvecklingen i Mikladalur 1985–2015 | Befolkningsutvecklingen i Mikladalur 1985–2015 | Befolkningsutvecklingen i Mikladalur 1985–2015 | Befolkningsutvecklingen i Mikladalur 1985–2015 | Befolkningsutvecklingen i Mikladalur 1985–2015 |
| ---------------------------------------------- | ---------------------------------------------- | ---------------------------------------------- | ---------------------------------------------- | ---------------------------------------------- |
|                                                |                                                |                                                |                                                |                                                |
| År                                             |                                                |                                                | Folkmängd                                      |                                                |
| 1985                                           | 1985                                           |                                                | 52                                             |                                                |
| 1990                                           | 1990                                           |                                                | 60                                             |                                                |
| 1995                                           | 1995                                           |                                                | 57                                             |                                                |
| 2000                                           | 2000                                           |                                                | 53                                             |                                                |
| 2005                                           | 2005                                           |                                                | 43                                             |                                                |
| 2010                                           | 2010                                           |                                                | 33                                             |                                                |
| 2015                                           | 2015                                           |                                                | 29                                             |                                                |
|                                                |                                                |                                                |                                                |                                                |

## Personligheter
- Hans Jákup Glerfoss, konstnär och författare.
- Fridtjof Joensen, konstnär.